# Kurhaus Meran

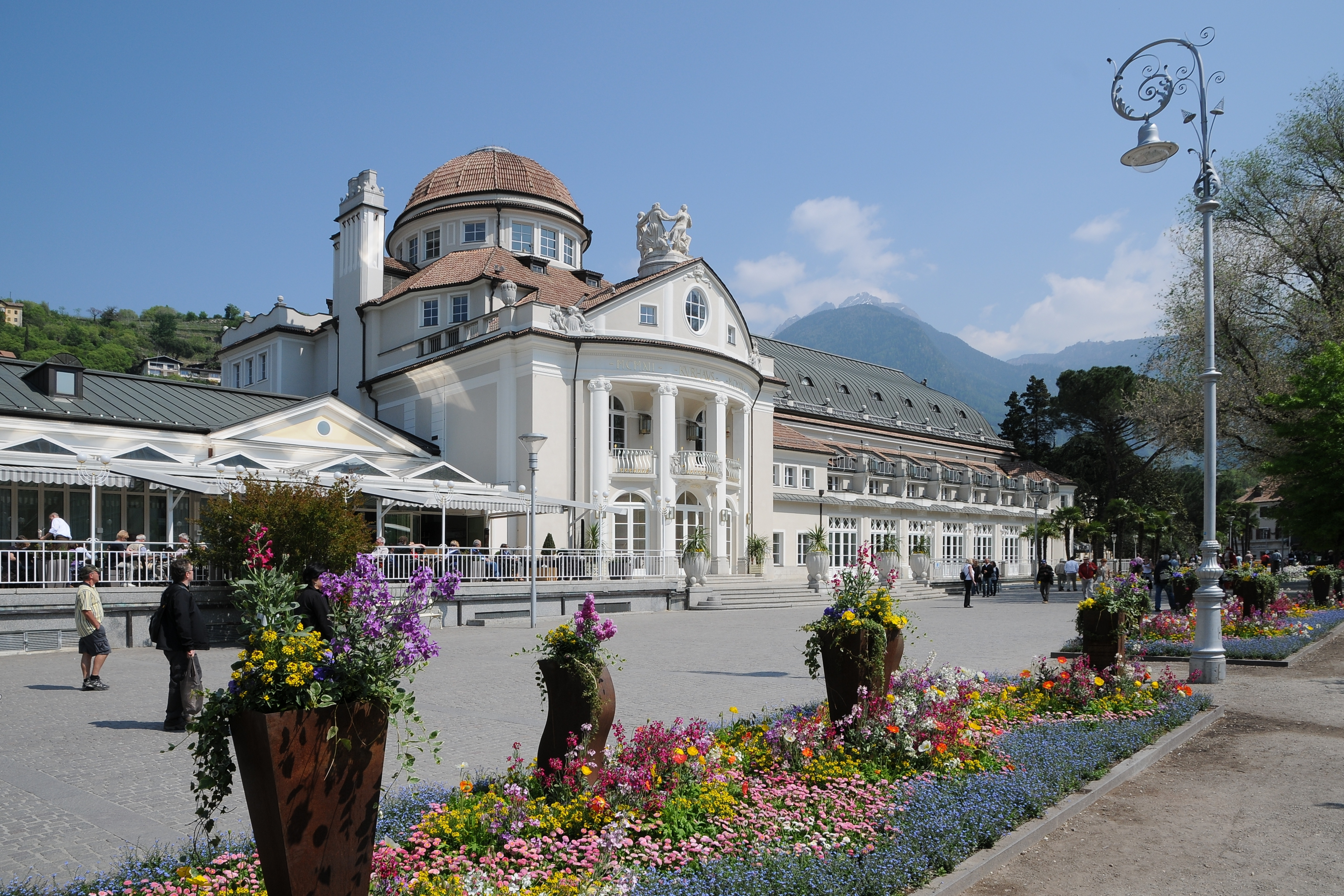
Kurhaus Meran

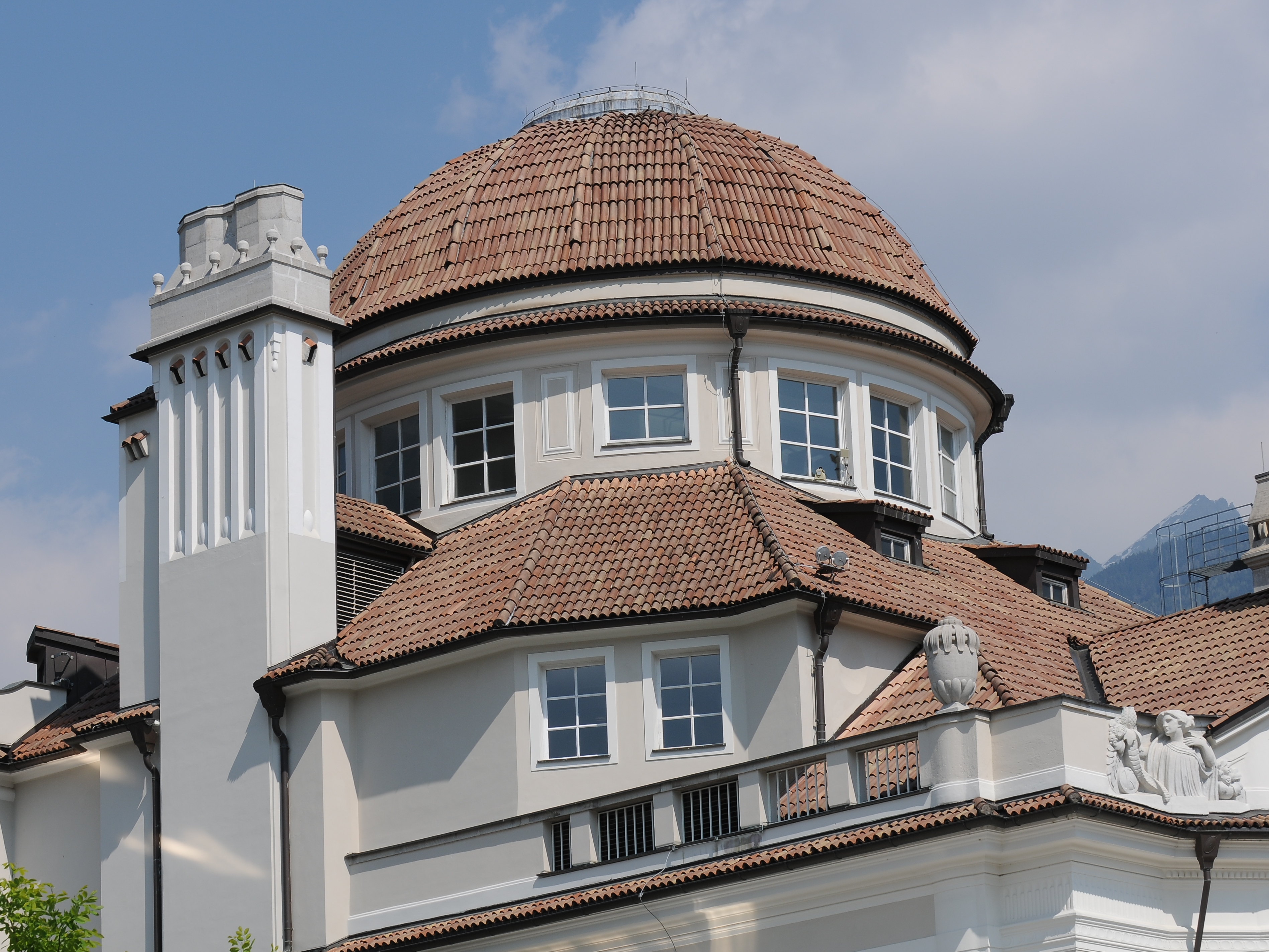
Kuppel des Kurhauses

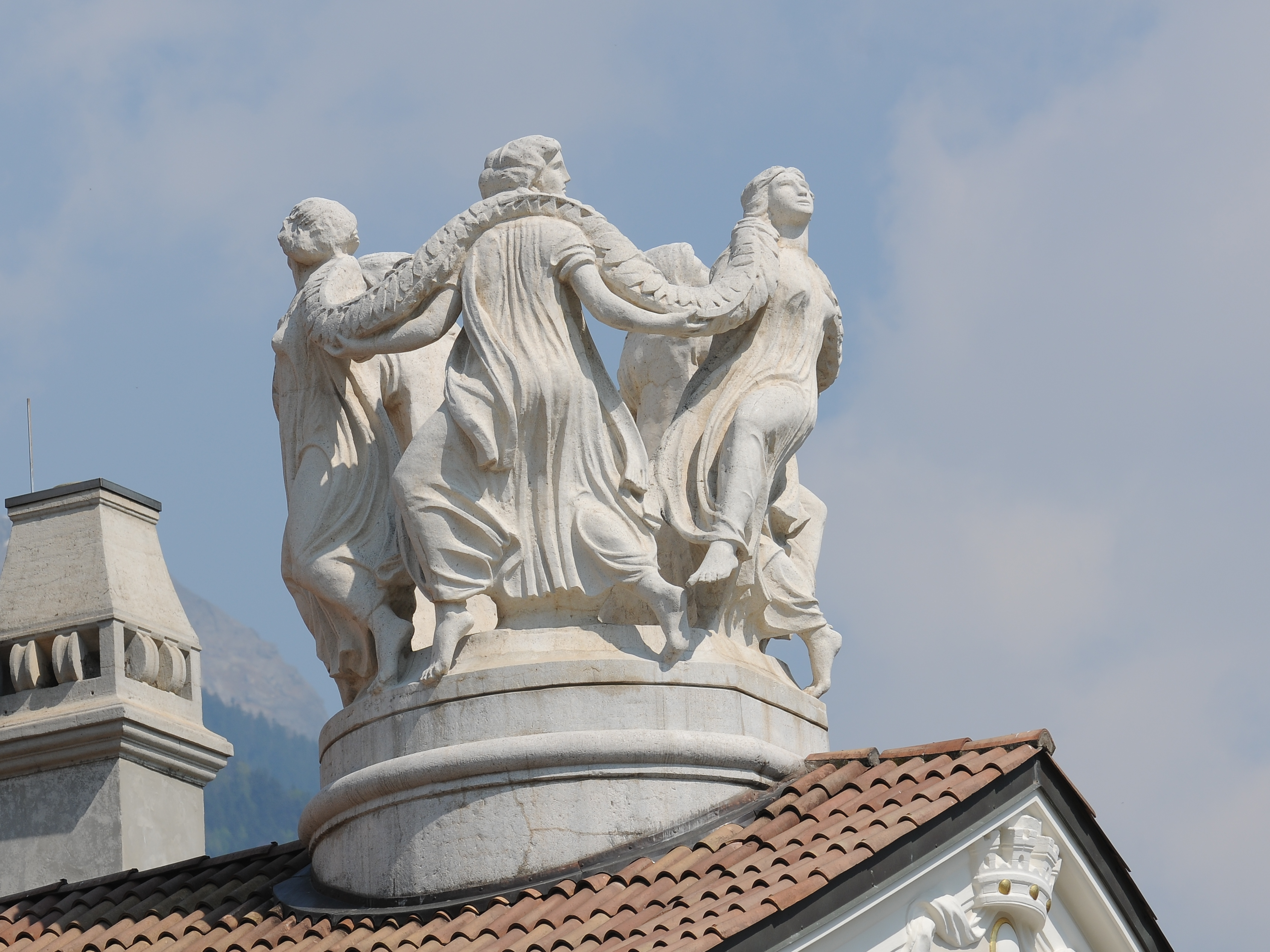
Gruppe tanzender Mädchen über dem Mittelrisalit

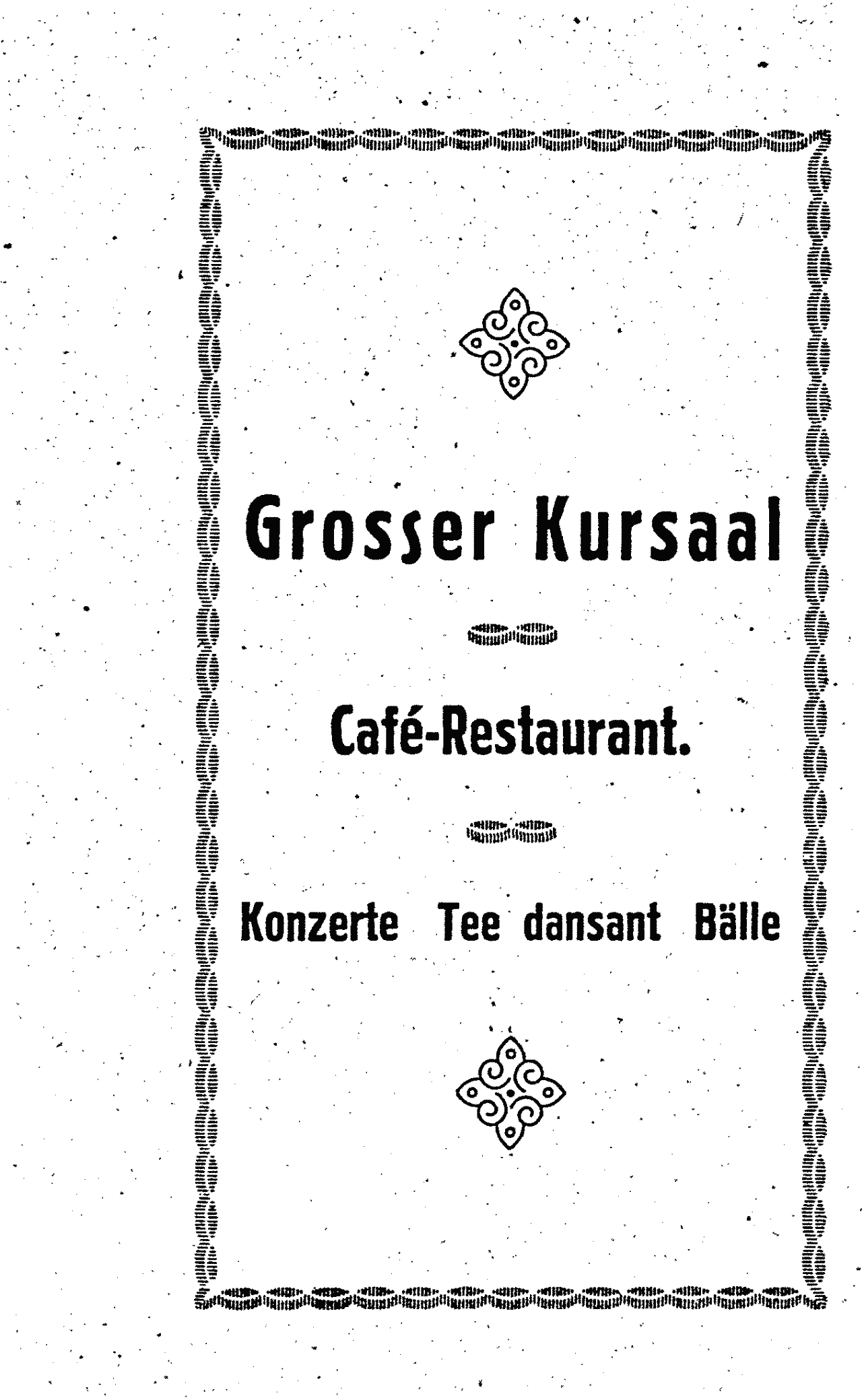
Werbung für das Restaurant des Großen Kursaals, 1925

Das teils im 19. und teils im frühen 20. Jahrhundert errichtete Kurhaus Meran ist ein herausragendes Beispiel der Kurarchitektur in der Südtiroler Stadt Meran. Die Vollendung des Kurhauses an der Passer-Promenade markierte den Höhe- und Schlusspunkt der Umgestaltung Merans in eine Kurstadt. Das Bauwerk dient heute als Veranstaltungszentrum.

## Geschichte
Der ältere Trakt des Kurhauses wurde 1873–1874  nach Plänen Ludwig Försters von Josef Czerny ausgeführt. Bereits 1906 und 1907 wurden zwei beschränkte Architektenwettbewerbe ausgelobt, der erste für einen Umbau, der zweite für einen Neubau des Kurhauses. Die Teilnehmer beider Wettbewerbe waren nach unbekannten Kriterien ausgewählt und zur Teilnahme eingeladen worden, zu ihnen zählten u. a. Wilhelm Kürschner, Marcel Kammerer, Max Langheinrich und Musch & Lun. Warum beide Wettbewerbe kein konkretes Ergebnis hatten, ist nicht bekannt. Erst 1912 begannen die Bauarbeiten für das „Neue Kurhaus“, das nach Entwürfen von Friedrich Ohmann ausgeführt wurde, der an den beiden früheren Wettbewerben nicht teilgenommen hatte. Unter örtlicher Bauleitung durch den  Baumeister Pietro Delugan wurde bis 1914 zunächst ein neuer Bauteil an das alte Kurhaus angebaut. Den geplanten Abriss des Altbaus und die Ausführung eines zweiten Bauabschnitts an seiner Stelle verhinderte der Ausbruch des Ersten Weltkriegs.

## Baubeschreibung
Der ältere Trakt aus dem 19. Jahrhundert bedient sich eines historistischen Stilinventars. Sein zentraler Spiegelsaal ist heute als „Pavillon des Fleurs“ bekannt. 
Der neue Trakt hingegen ist ein Jugendstil-Bau. Das große Eingangsfoyer wird durch eine Kuppel nach oben abgeschlossen. Zur Passer-Promenade hin ist er durch einen konvex gebogenen Mittelrisalit mit Säulen und Balkonen sowie einer über dem Dreiecksgiebel stehenden Skulptur tanzender Mädchen ergänzt. Der „Große Kursaal“ besteht aus drei Längsschiffen, von denen das mittlere von einem Tonnengewölbe überspannt ist. Ausgestattet ist der neue Trakt durch Arbeiten des Malers Rudolf Jettmar, der den Bau mit blumenstreuenden Wesen, weiblichen Genien und dem Sieg der Sonne über den Winter ausschmückte.

## Nutzung
Das Kurhaus war in seiner Geschichte immer schon ein polyfunktionaler Veranstaltungsort für Konzerte, Kongresse, Tagungen, Bälle und sonstige Events. Zu den regelmäßig stattfindenden Veranstaltungen zählen beispielsweise das Südtirol Festival Meran seit 1986, das Meran WineFestival und die Landesversammlung der Südtiroler Volkspartei. 
Am 5. September 2012 trafen sich Giorgio Napolitano und Heinz Fischer zu der Verleihung des Großen Verdienstordens des Landes Südtirol und anschließenden Konsultationen im Kurhaus, womit es erstmals zu einer Zusammenkunft eines italienischen und österreichischen Präsidenten auf Südtiroler Boden kam. Anlässlich des 25-jährigen Jubiläums der Streitbeilegungserklärung vor den Vereinten Nationen 1992 waren am 11. Juni 2017 mit Sergio Mattarella und Alexander Van der Bellen erneut die Staatsoberhäupter beider Länder im Kurhaus zu Gast.